# Hindu Raj
El Hindu Raj, Hinduraj o Raj hindú (en urdu: ہندو راج‎, lit. 'gobierno hindú', en sánscrito) es una cadena montañosa localizada en el norte de Pakistán, donde se extiende a lo largo de la provincia de Jaiber Pastunjuá y del territorio autónomo de Gilgit-Baltistan. Se encuentra entre las cordilleras del Hindu Kush y del Karakoram. Los picos de las montañas Hindu Raj alcanzan una media de entre 5000−6000 m de altitud, siendo el más alto el Koyo Zom, de 6872 m. Otros picos notables son el Buni Zom, el Ghamubar Zom y el Gul Lasht Zom.

## Etimología
El nombre Hindu Raj (हिन्दू राज}) significa 'gobierno hindú', en sánscrito y sus lenguas descendientes, como el hindi-urdu. La palabra Hindu, utilizada para describir a los habitantes de la tierra del río Sindhu (Indo), se deriva en última instancia de la palabra sánscrita Sindhu (सिन्धु), que significa 'una gran masa de agua'; la palabra raj significa 'gobierno' en sánscrito.

## Descripción
La cordillera Hindu Raj se extiende entre las ciudades de Chitral y de Gilgit; se encuentran al sur de las montañas del Pamir y al este del Hindu Kush. 
En el oeste y el norte, las Hindu Raj están separado de la cordillera del Hindu Kush, que corre en paralelo, por el río Chitral y sus afluentes, los ríos Yarkhun y Mastuj, así como por el paso de Karambar. En el este, las Hindu Raj llegan hasta las grandes cordilleras del Karakoram y el Himalaya. La frontera exacta aquí la forman los valles fluviales del río Karambar, del río Gilgit y del río Indo. El río Swat drena las montañas en dirección sur.
El punto más elevado de la cordillera es el Koyo Zom, con una altitud de 6872 m. Los picos de las montañas Hindu Raj alcanzan una media de entre 5000−6000 m de altitud,

## Montañas (selección)
| Imagen | Nombre                 | Localización                      | Altitud (msnm) | Prominencia (en m) | Pico padre                      |
|        | Koyo Zom               | Jaiber Pastunjuá                  | 6872           | 2562               | Pico Karla Marksa (Pamir) (TAJ) |
|        | Buni Zom               | Jaiber Pastunjuá                  | 6551           | 2845               | Tirich Mir (Este) (7691 m)      |
|        | Ghamubar Zom           | Gilgit-Baltistan                  | 6518           | 2133               | Koyo Zom                        |
|        | Chiantar Sar           | Jaiber Pastunjuá/Gilgit-Baltistan | 6416           | 1846               | Kampire Dior (7168 m)           |
|        | Ghochhar Sar           | Jaiber Pastunjuá                  | 6249           | 1199               |                                 |
|        | Karka                  | Jaiber Pastunjuá/Gilgit-Baltistan | 6222           | 892                |                                 |
|        | Thalo Zom              | Jaiber Pastunjuá                  | 6050           | 1799               | Buni Zom                        |
|        | Falak Sher o Falak Sar | Jaiber Pastunjuá                  | 5918           | 1558               | Thalo Zom                       |

## Pasos de montaña de las Hindu Raj

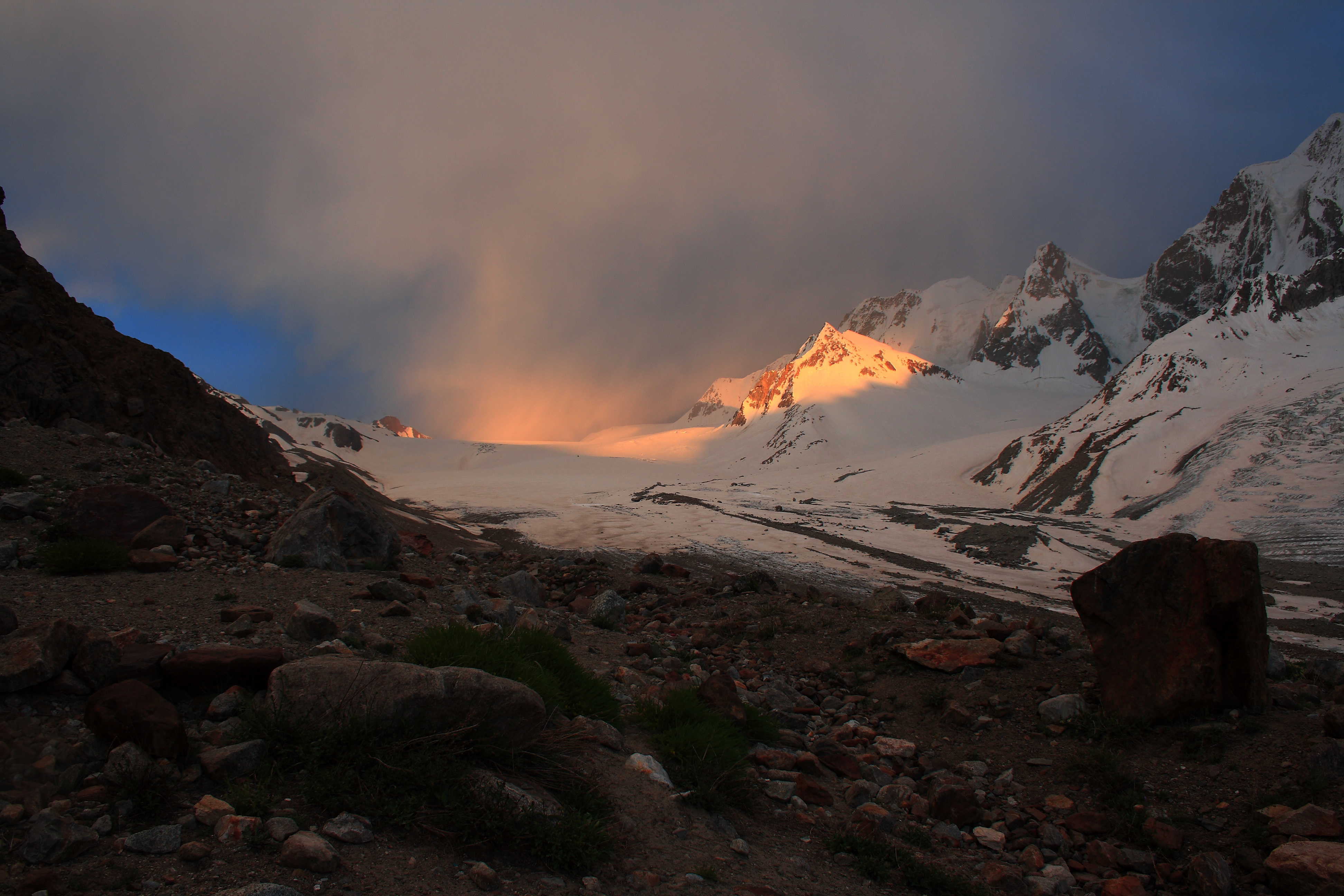
Paso de Darkot

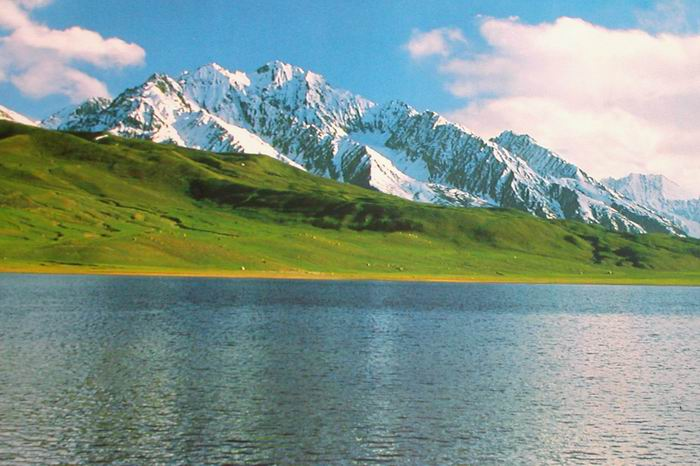
Vista del lago Shandur

| Nombre          | Altitud | Coordenadas                                    |
| --------------- | ------- | ---------------------------------------------- |
| Paso de Darkot  | 4650    | (36°45′00″N 73°25′00″E / 36.75, 73.416667)     |
| Paso de Lowari  | 3120    | (35°21′10″N 71°48′00″E / 35.352778, 71.8)      |
| Paso de Shandur | 3728    | (36°05′00″N 72°33′12″E / 36.083442, 72.553453) |
| Paso de Thoi    | 5005    | (36°37′48″N 73°04′10″E / 36.63, 73.069444)     |
| Paso de Zagaran | 5005    | (36°20′33″N 72°48′14″E / 36.3425, 72.803889)   |